# Hyperolius frontalis
Espèce
Statut de conservation UICN

 LC  : Préoccupation mineure
Hyperolius frontalis est une espèce d'amphibiens de la famille des Hyperoliidae.

## Répartition
Cette espèce se rencontre entre 700 et 2 000 m d'altitude, :
- dans l'est des provinces du Nord-Kivu et du Sud-Kivu en République démocratique du Congo, du Nord-Ouest du mont Ruwenzori au Sud-Ouest du lac Kivu ;
- dans le sud-ouest de l'Ouganda dans la forêt impénétrable de Bwindi.

## Publication originale
- Laurent, 1950 : Diagnoses préliminaires de treize batraciens nouveaux d’Afrique centrale. Revue de Zoologie et de Botanique Africaine, vol. 44, p. 1–18.